# Mikael Rosen
Mikael Rosen (29 de marzo de 1967) es un deportista sueco que compitió en bádminton. Ganó una medalla de bronce en el Campeonato Europeo de Bádminton de 1990, en la prueba de dobles.

## Palmarés internacional
| Campeonato Europeo | Campeonato Europeo | Campeonato Europeo | Campeonato Europeo |
| Año                | Lugar              | Medalla            | Prueba             |
| ------------------ | ------------------ | ------------------ | ------------------ |
| 1990               | Moscú (URSS)       | Medalla de bronce  | Dobles             |